# Diplazium bicolor
Diplazium bicolor är en majbräkenväxtart som beskrevs av Robert G. Stolze.
Diplazium bicolor ingår i släktet Diplazium och familjen Athyriaceae. Inga underarter finns listade i Catalogue of Life.